# Dusona artonae
Dusona artonae är en stekelart som först beskrevs av T.C. Narendran 2000.  Dusona artonae ingår i släktet Dusona och familjen brokparasitsteklar. Inga underarter finns listade i Catalogue of Life.